# Naşide Göktürk
Naşide Göktürk, née le 1er avril 1965 à Istanbul et morte le 30 août 2016 à Bodrum, est une artiste turque, principalement connue comme auteur, interprète et poétesse.

## Biographie
Naşide Göktürk naît le 1er avril 1965 à Istanbul et passe son enfance et son adolescence à Büyükada dans l'archipel des Îles des Princes.
La carrière de Naşide Göktürk commence en 1994 avec la sortie de la cassette Yüreğim Rehin (« Mon cœur en otage »). Elle compose ces chansons alors qu'elle sort difficilement d'une relation avec l'acteur Altan Erkekli avec qui elle était fiancée et pour qui elle avait ouvert un café à Ankara pour se rapprocher de lui.
Naşide Göktürk et Emral Avşar, la mère de Hülya Avşar, sont à l'origine, à la fin des années 1990, du début de la carrière de chanteuse pop de Demet Akalın, qui était mannequin. 
Naşide Göktürk annonce en août 2015 être atteinte d'un cancer du pancréas. Elle en meurt l'année suivante.

## Discographie
- 1994 : Yüreğim Rehin[6]
- 1995 : Yüreğim Hâlâ Rehin[6]
- 1998 : Kan Kırmızı[6]
- 2001 : Kimsem Yok[6]
- 2003 : Unutmak İstiyorum[6]